# Ломчево
Ломчево (пол. Łomczewo, нім. Lümzow) — село в Польщі, у гміні Оконек Злотовського повіту Великопольського воєводства.
Населення — 351 особа (2011).
У 1975-1998 роках село належало до Пільського воєводства.

## Демографія
Демографічна структура станом на 31 березня 2011 року:
|          | Загалом | Допрацездатний вік | Працездатний вік | Постпрацездатний вік |
| -------- | ------- | ------------------ | ---------------- | -------------------- |
| Чоловіки | 182     | 33                 | 129              | 20                   |
| Жінки    | 169     | 23                 | 106              | 40                   |
| Разом    | 351     | 56                 | 235              | 60                   |